# یوژف فوگل
یوژف فوگل (مجاری: József Fogl; ۱۴ اوت ۱۸۹۷ – ۶ فوریهٔ ۱۹۷۱) بازیکن فوتبال اهل مجارستان بود.
از باشگاه‌هایی که در آن بازی کرده‌است می‌توان به باشگاه فوتبال اویپشت اشاره کرد.